# تسلسل (منطق)
التسلسل هو ترتيب أمور غير متناهية، وأقسامه أربعة؛ لأنه لا يخفى إما أن يكون في الآحاد المجتمعة في الوجود أو لا يكون فيها كالتسلسل في الحوادث، والأول إما أن يكون فيها ترتيب أو لا، والثاني كالتسلسل في النفوس الناطقة، والأول إما أن يكون ذلك الترتيب طبيعيا كالتسلسل في العلل والمعلولات والصفات والموصوفات، أو وضعيا كالتسلسل في الأجسام، والمستحيل عند الحكم الأخير دون الأولين.